# Замок Нелленбург
Нелленбург — руины раннесредневекового замка на юге немецкой федеральной земли Баден-Вюртемберг, к востоку от города Штоках. Родовой замок графов фон Нелленбург. В течение длительного времени был центром ландграфства Нелленбург.

## Географическое расположение
Замок расположен в 2 километрах на запад от города Штоках, на скале осадочных пород (моласса) на высоте 613 м над уровнем моря, обеспечивая прекрасный обзор региона Хегау, Юберлингенского озера (северо-западная часть Боденского озера) и альпийских предгорий.

## История
Точное время постройки замка неизвестно, а источники противоречивы. Впервые упомянут Нелленбург был в 1056 г. в одном из документов монастыря Всех святых в Шафхаузене как «замок Эберхарда, графа Нелленбурга» (castellum meum Eberhardi comitis Nellenburc); но уже в 958 г. в записях встречается имя Готфрида де Нелленбурга (Gottfridus de Nellenburg ), то есть к этому времени замок должен был существовать.
По свидетельству «Швейцарской хроники» (Schwytzer Chronica Auß der grossen in ein hādbuechle zuosamen gezogen) Иоганна Штрупфа 1554 г., замок был возведён уже в 750-е гг., и принадлежал графам, правившим на Боденском озере в Тургау, в Нелленбурге и в Бодмане.
Кроме прочего, в XIX в. Густав Шваб уверял, что при обрушении замка в 1782—1783 гг. были найдены, вероятно, римского происхождения вазы, и что прежде на этом месте существовало римское поселение, либо так называемая сельская вилла.
Очевидно только, что в X в. замок Неллебург уже существовал, и находился в руках графов фон Нелленбург вплоть до 1465 г., когда он за почти 38 000 гульденов был продан герцогу Сигизмунду Австрийскому.
В 1105 г. в ходе борьбы за инвеституру старшая линия Нелленбургов после смерти графа Бурк(х)арда потеряла родовой замок, и он перешёл в собственность побочной линии, графов фон Бюрглен.
В 1170 г. посредством брачного союза замок унаследовали графы фон Феринген, основавшие в 1212 г. младшую линию Нелленбургского дома.
В 1291 г. в результате восстания швабских дворянских родов против Габсбургов Нелленбург был осаждён Альбрехтом Австрийским; в этот период была разрушена круглая главная башня.
В 1422 г. с пресечением рода Нелленбург-Феринген замок — также посредством брачного союза — перешёл в роду фон Тенген, отныне именовавшемуся графами фон Тенген, и которые в 1465 г. продали ландграфство Нелленбург вместе с замком австрийскому эрцгерцогу Сигизмунду. Административный центр ландграфства при этом был перенесён в город Штоках, что предопределило упадок замка.
В 1499 г. Нелленбург, как и многие другие замки в Хегау, был осаждён швейцарскими отрядами в ходе Швабской войны и, вероятно, серьёзно пострадал; при этом в хронике сообщается, что защитники замка оказали упорное сопротивление, организовав артиллерийскую атаку на швейцарский лагерь.
Согласно документам середины XVI в., Нелленбург к этому времени находился в плохом состоянии и был «непригоден для княжеской резиденции». В 1571 г. из-за ветхости обрушилась значительная часть внешней стены, и многие помещения пустовали.
В 1660-х гг. замок был восстановлен, и более того — расширен: был выстроен «нижний замок», или «младший Нелленбург», использовавшийся в XVII в. управляющим и егермейстером.
Однако всего сто лет спустя замок снова находился в запущенном и частично руинированном состоянии, и в конце концов в начале 1780-х гг. было принято решение о сносе замка с последующим использованием камней для строительства дорог и мостов.
В первой половине XIX в. руины послужили прибежищем для бедных, обустроивших здесь свои хижины; а в середине столетия Нелленбург приобрели графы фон Лангенштайн, побочная линия баденских герцогов.
В 1886 г. с началом эры туризма Общество благоустройства Штокаха возвело на руинах Нелленбурга обзорную башню, просуществовавшую вплоть до 1922 г. С 1926 по 2010 г. в так называемом нижнем замке был открыт ресторан.

## Современное использование
От верхнего замка, открытого для свободного посещения, сохранились лишь немногочисленные руины главной башни и незначительные фрагменты стен.
Бывшее хозяйственное подворье (нижний замок) принадлежат семье Дуглас. При этом рядом с историческими зданиями планировалось возведение новых корпусов для сыновей Патрика графа Дуглас: Кристофера и Бенедикта.